# شمال جورج
شمال تيريل جورج (بالإنجليزية: Shamal Tyrell George)‏ هو لاعب كرة قدم إنجليزي، مواليد 6 يناير 1998، يلعب كحارس مرمى لنادي ليفينجستون.

## روابط خارجية
- شمال جورج على موقع الاتحاد الأوربي (الإنجليزية)
- شمال جورج على موقع قاعدة بيانات كرة القدم.إي يو (الإنجليزية)
- شمال جورج على موقع Soccerway.com (الإنجليزية)
- شمال جورج على موقع AS.com (الإسبانية)